# Миломир Ковач
Миломир Ковач  (Фоча, 21. октобар 1962 — 24. октобар 2022) био је њемачки ветеринар и хирург српског порекла, доктор ветеринарских наука, међународни признати стручњак за болести коња, аутор неколико универзитетских књига, лауреат главне ветеринарне награде Руске Федерације „Златни скалпел” и почасни професор "honoris causa" Московској државној академији ветеринарне медицине и биотехнологије (им. Скрабина). Од 2007 године живи и ради у Москви, као главни специјалиста и хирург ветеринарне клинике „Нови Век“.

## Биографија
Рођен је 21. октобра 1962, у Фочи (ФНР Југославија) од оца Гојка (р.1934) и мајке Радојке (р.1941) (рођена Милановић). Године 1980 је завршио средњу медицинску школу, као најбољи ученик генерације. 
1987 - дипломирао на Ветеринарском факултету Универзитета у Сарајеву, са просечном оценом од 9,27 и као најбољи студент генерације награђен је златном медаљом Универзитета у Сарајеву. Од 1987 до 1992 године радио је као асистент на Катедри за патолошку физиологију Ветеринарског факултета Универзитета у Сарајеву. Од 1987-1990 године похађао наставу на специјализацији из области "Радиобиологија и радијациона хигијена" на Ветеринарском факултету Универзитета у Сарајеву.
Године 1990,– Положио све испите на специјализацији са оценом 10, написао и одбранио магистрарски рад и добио звање магистар ветеринарских наука. Тема магистарског рада: „Ефекат 259 кВ, рендген зрачења на коштану срж свиње“.
Године 1993,- на Ветеринарском факултету Универзитета у Београду је одбранио докторску дисертацију и добио титулу доктор наука ветеринарске медицине. Тема докторске дисертације: "Интоксикација олово ацетатом у току гравидитета и лактације пацова са посебним освртом на хистоморфолошке промене адреналне жлезде ".
1994 - радио као научни сарадник на Институту за имунологију, Медицинског факултета Универзитета у Грајфсвалду (Њемачка).
Од 1995 до 2007 – радио је као научни сарадник и хирург у две водеће ветеринарских клиника у Немачкој за болести коња - "Tierklinik Hochmoor" и " Bergische Tierklinik - Heiligenhaus" где се лечили коњи олимпијских победника - Изабеле Верт, Маркус Енинга и Урлих Кирхова. На овим клиникама, под руководством проф. др Бернар Хускампа, поред практичног рада, активно се бави научноистраживачким радом, посебно у области дијагностике и лечење кардиоваскуларних, респираторних, гастроинтестиналних и ортопедских болести коња. 
1998 - на Ветеринарском факултету Универзитету у Хановеру (Њемачка) положио испит за звање " међународни ветеринарни специјалиста за болести коња» (Fachtierarzt für Pferde). 
2004 – на Ветеринарском факултету Универзитета у Гисену (Њемачка) положио њемачки државни ветеринарски испит и од те године је редовни члан - Немачког ветеринарског удружења за болести коња. 
Од 2007 - главни специјалиста и хирург ветеринарне клинике „Нови Век" (Москва, Русија). 
Од 2009 - међународни предавач на специјализацији "Биологија и патологија коња", на Московској државној академији ветеринарске медицине и биотехнологије по имену Скрабина (Русија). 
2013 - добио титулу почасног професора "honoris causa", на Московској државној академији ветеринарске медицине и биотехнологије по имену Скрабина, за изузетна остварења и успехе у области медицине коња у Руској Федерацији.
Од 2014 - главни инструктор на државном курсу повишења квалификације за ветеринаре Руске Федерацији по специјализацији: "Биологија, патологија и савремене методе дијагностике и лечења болести коња"
.
2014 - добио престижно признање, главну ветеринарну награду Руске Федерације "Zlatni Skalpel" у номинацији "За увођење иновативних технологија у ветеринарној медицини Руске Федерације"
.
Од 2007 године, Миломир Ковач на ветеринарној клиници „Нови век“ је једини ветеринарски хирург на простору бившег Совјетског Савеза, који изводи све врсте операција коња. Миломир Ковач је први, на територији Руске федерације, почео са операцијама на дигестивном тракту коња (количне операције). У периоду од 6 година, је урађено више од 200 таквих операција, са процентом преживљавања од преко 82% Међу тим преживљелим, налазе се и коњи са ресекцијом и анастомозом више од 12 m танког црева. Пре доласка Миломира Ковача у Русији, сви ти коњи са странгулационим болестима црева су угибали. Миломир Ковач је такође први у Руској Федерацији почео са лапароскопским операцијама код абдоминалног криптхохирзма коња, први примењио криохирургију за уклањање абдоминалних и кожних тумора, први примењио културу плурипотентних матичних мезенхијалних ћелија и плазму богата тромбоцитима код повреда тетива и лигамената коња. Под његовим вођством у ветеринарској клиници "Нови Век " је такође урађена прва операција у Руској Федерацији - уклањање стакластог тела и фибрина са површине мрежњаче ока (витректомија парс плана) код хроничног увеитиса коња. 
Две књиге Ковач Миломира "Колики коња" и " Ортопедске болести коња - Савремене методе дијагностике и лечења " су прве и јединствене књиге из те области медицине на руском говорном простору. Ове књиге су специјалном одлуком Министарства за науку и образовање Руске Федерације допуштене као универзитетско наставно средство за студенте високошколских установа. 
Миломир Ковач је укупно написао пет књига о болестима коња и публиковао као главни аутор више од 70 научних радова из области ветеринарне медицине. Од 2007, он такође пише информативне чланке за широк спектар корисника у руском часопису "Конный Мир"; активно говори 4 језика (српски, енглески, немачки и руски) и спроводи различите семинаре, о савременим методама дијагностике и лечења коња, не само у Русиској Федерацији, већ и у другим државама бившег Совјетског Савеза. 
Умро је 24. октобр 2022. године.

## Књиге
- Kovač M. Količna oboljenja konja — Vet. Komora. Beograd, 2002.[25]
- Kovač M. Dijagnostika i terapija ortopedskih oboljenja konja — Eduvet, 2008.[26]
- Kovač M. Ehokardiografija — у книги: Trailiović D.: Dijagnostika i terapija oboljenja konja. — Naučna KMD, 2010.[27]
- Ковач M. «Колики лошади. Причина. Диагноз. Лечение» Изд. — "Королевский издательский дом 2010.[28]
- Ковач M. «Ортопедические заболевания лошадей — современные методы диагностики и лечения» Изд. — "Королевский издательский дом 2013.[29]

## Изабрани научни радови
- Kovac M., Huskamp B., Toth J. Hernia renolienalis in horses. Conservative methods of the therapy — Vet Glasnik, 1998, 52, 9-10,483-492.[30]
- Kovac M., Scheidemann W., Tambur Z. Contribution to hyperinfusion therapy in chronic obstructive bronchitis in horses — Vet glasnik 1988, 52, 7-8, 357—372.[31]
- Toth J., Hollerrider J., Kovac M. „Masculine pseudohermaphroditism and concurrent cryptorchidism in horse —”. Magyar Allatorvosok Lapja. 120 (10): 579—581. 1998..[32]
- Kovac M, Hollerieder S, Tambur Z. Combination therapy of equine progressive ethmoid hematoma with laser (Nd:YAG) and intralesional injections of formalin — Vet glasnik, 1999, 53, 3-4, 181-9.[33]
- Kovac M., Huskamp B. Arterial hypotension during induction of inhalation anesthesia in horses with hernia foraminis omenthalis and opstipation of the ileum — Vet Glasnik, 1999, 53, 5-6, 249—259.[33]
- Kovac M., Tambur Z. Abdominaly limphosarkom in horse — Vet Glasnik, 1999, 53, 5-6,257-265.[34]
- Kovac M., Tambur Z., Kulisic Z. Anaplocephala perfoliata and invaginati intestini in horses — Vet Glasnik, 2000, 54, 5-6, 263—269.[35]
- Toth J., Hollerieder J., Kovac M. Nephroblastoma — an uncommon tumour in horse — Pferdeheilkunde, 1999, 15, 1, 17-23.[36]
- Kovac M ., Toth J., Tambur Z. Diagnosis, anesthesia and operative repair of urinary bladder rupture in foals — Acta Veterinaria, 2000, 50, 5-6, 281—287.[37]
- Kovac M., Scheidemann W., Tambur Z. Electrocardiographic interval changes during hyperinfusion in horses with chronic obstructive pulmonary disease — Acta Veterinaria, 2000, 50, 56, 275—280.[38]
- Toth J.,Ruhl J., Kovac M. "Recurrent uveitis (iridocyclochorioiditis) of horses" - Magy Allato, 2001, 123(3),152-163 .[39]
- Kovac M, Nowak M., Petzoldt S. Use of nuclear medicine imaging: Scintigraphy in diagnosis of equine orthopedic disease — Vet Glasnik, 2002, 56, 5-6, 339—349.[40]
- Kovac M., Nowak M., Tambur Z. Diagnosis of hoof disease in horses using computed tomography — Vet Glasnik, 2002, 56, 5-6, 321—328.[41]
- Kovac M., Nowak M., Tambur Z. Frequency of orthopedic diseases in horses: A retrospective study — Vet Glasnik, 2002, 56, 5-6, 307—319.[42]
- Kovac M., Scheidemann W. Zwischenfälle und Risiken während der Inhalationsnarkose bei Pferden. Untersuchung anhand 2339 operierter Pferde — In: Tierärztliche Praxis, 2002, 30 (G), 46-50.[43]
- Kovac M., Toth J. , Tambur Z. Atrial fibrillation in horses- Echocardiographic findings — Acta Veterinaria, 2003, 53, 4, 249—257.[44]
- Kovac, M. Frequency and diagnosis of the osseous cyst-like lesions in the horse. In: Clinica veterinaria. Proceedings of the Sixth International Symposium in Animal Clinical Pathology and Therapy, 2004 72.[45]
- Kovac M., Ueberschär S., Nowak M. Aortic valve insufficiency and myocardial melanoma in a horse — Pferdeheilkunde , 2005, 5, 408—412.[46]
- Kovac M., Nowak. Die postoperative Bauchhöhlenlavage bei kolikoperierten Pferden.Ein Beitrag zur Minimirung postoperative Komplikation — Proceedings of the XIX DVG Tagung Pferde Medicine, Hannover, 2006, 34.
- Kovac M., Huskamp B., Toth J. Prevalence, risk and therapy of postoperative ileus after intestinal surgery in the horse — Proceedings of 10th Congress of the world equine veterinary association. Moskow, 2008, 56.[47]
- Kovac M., Scheidemann W., Huskamp B. Study of variables commonly used in examination of equine acute colitis cases to assess prognostic value — Proceedings of 10th Congress of the world equine veterinary association. Moskow, 2008, 57.[47]